# Лакавонна (округ)
Округ Лакавонна (англ. Lackawanna County) располагается в штате Пенсильвания, США. Официально образован 13 августа 1878 года. По состоянию на 2010 год, численность населения составляла 214 437 человек.

## География
По данным Бюро переписи США, общая площадь округа равняется 1204,351 км2, из которых 1188,811 км2 суша и 15,540 км2 или 1,270 % это водоемы.

## Население
По данным переписи населения 2010 года в округе проживает 214 437 жителей в составе 86 218 домашних хозяйств и 55 783 семей. Плотность населения составляет 180,00 человек на км2. На территории округа насчитывается 95 362 жилых строений, при плотности застройки около 80,00-ти строений на км2. Расовый состав населения: белые — 92 % (из них итальянцы и ирландцы - по 20 %, поляки 13 %, немцы 11 %), афроамериканцы — 2,5 %, коренные американцы (индейцы) — 0,2 %, азиаты — 1,7 %, представители других рас — 2 %, представители двух или более рас — 0,66 %. Испаноязычные составляли 5 % населения независимо от расы.
В составе 27,20 % из общего числа домашних хозяйств проживают дети в возрасте до 18 лет, 48,90 % домашних хозяйств представляют собой супружеские пары проживающие вместе, 11,80 % домашних хозяйств представляют собой одиноких женщин без супруга, 35,30 % домашних хозяйств не имеют отношения к семьям, 0,00 % домашних хозяйств состоят из одного человека, 0,00 % домашних хозяйств состоят из престарелых (65 лет и старше), проживающих в одиночестве. Средний размер домашнего хозяйства составляет 2,38 человека, и средний размер семьи 3,00 человека.
Возрастной состав округа: 21,80 % моложе 18 лет, 8,90 % от 18 до 24, 26,40 % от 25 до 44, 23,50 % от 45 до 64 и 23,50 % от 65 и старше. Средний возраст жителя округа 40 лет. На каждые 100 женщин приходится 89,30 мужчин. На каждые 100 женщин старше 18 лет приходится 85,40 мужчин.